# Katendrecht

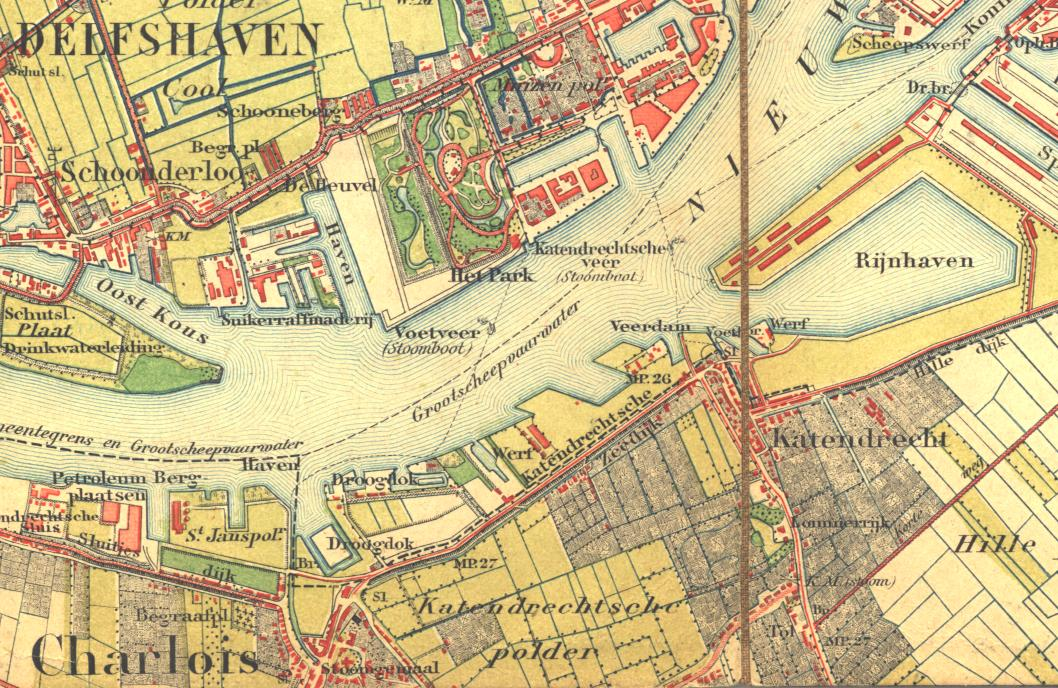
Katendrecht 1889, vor dem Bau des Maashavens

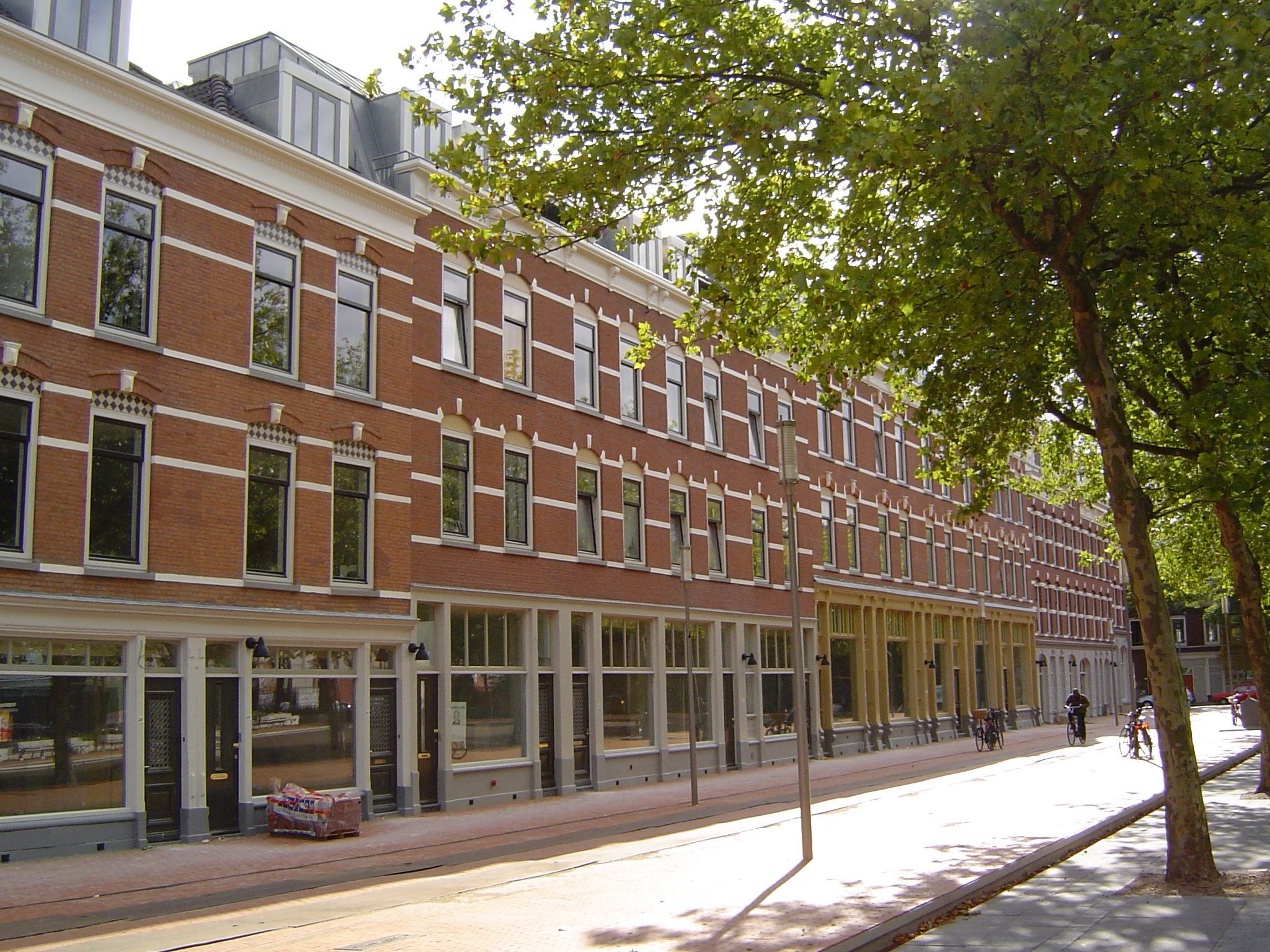
Im Juli 2007 fertiggestellte Grundsanierung der Deliplein in Katendrecht

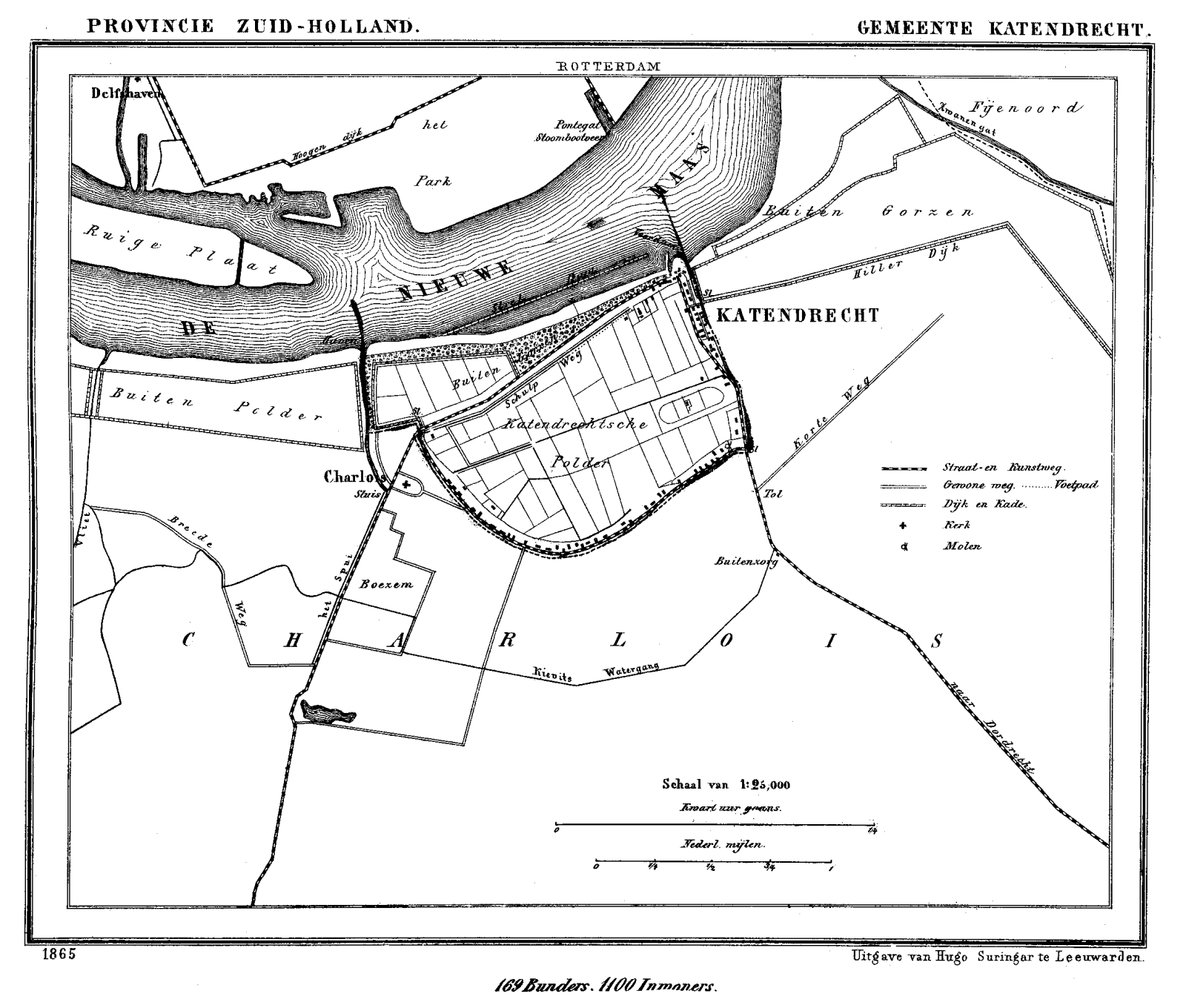
Katendrecht 1865

Katendrecht ist eine Halbinsel im Rotterdamer Bezirk Feijenoord. Der Stadtteil mit 6645 Einwohnern liegt auf einer Halbinsel zwischen dem Maashaven im Süden sowie Rijnhaven und Nieuwe Maas im Norden und wird von den Einheimischen De Kaap genannt.
Ursprünglich ländlich geprägt, war Katendrecht ein beschauliches Dorf, in dem sich auch eine Reihe von Honoratioren ihre Wochenendhäuser errichtet hatten, bis es 1895 Rotterdam eingemeindet und zu einem Hafengebiet wurde. Der Bau mehrerer Hafenbecken sowie insbesondere die Fertigstellung des Maashavens 1905 wandelten das Gebiet in ein typisches Seemannsviertel mit reichhaltigem Nachtleben um. Die Wanderung des Rotterdamer Hafens Richtung Nordsee in den Jahren seit dem Zweiten Weltkrieg sowie die Einführung der Containerwirtschaft, die die Liegezeiten der Schiffe verringerte, führte zu einem sozialen Verfall im Viertel. Obwohl in den letzten Jahren auch von der Rotterdamer Stadterneuerung im benachbarten Kop van Zuid mit profitierend, gilt das Viertel mit seiner noch unzureichenden Infrastruktur und einem sehr hohen Ausländeranteil weiter als sozialer Brennpunkt. Die Stadt hat daher einen Maßnahmenkatalog verabschiedet, der seit Beginn 2007 verwirklicht wird. Die Hauptmaßnahme besteht in einer durchgreifenden Verbesserung der Infrastruktur, einschließlich des Baus einer neuen Brücke (2010), wobei die Pläne für eine Seilbahn wieder fallen gelassen wurden, der Ansiedlung von Arbeitgebern, der Bau weiterer Schulen und Kindertagesstätten, der Anlage kleiner Einkaufszentren innerhalb der Wohngebiete und eine gemischte Bauweise, die Ein- und Mehrfamilienhäuser, Eigentums- und Mietwohnungen des freien Marktes sowie des sozialen Wohnungsbaus kombiniert. Insgesamt entstehen derzeit 1.600 neue Wohnungen, 90.000 m² gewerbliche Fläche sowie ein neues Erholungsgebiet, wo unter anderem das alte Passagierschiff Rotterdam am 15. Februar 2010 eröffnet wurde, das nun zu einer Touristenattraktion werden soll.